# ماركو ستانكوفيتش
ماركو ستانكوفيتش (بالألمانية: Marko Stanković)‏ هو لاعب كرة قدم نمساوي في مركز الهجوم، ولد في 17 فبراير 1986 في كرمس آن در دوناو في النمسا. شارك مع منتخب النمسا تحت 17 سنة لكرة القدم ومنتخب النمسا تحت 19 سنة لكرة القدم ومنتخب النمسا تحت 21 سنة لكرة القدم ومنتخب النمسا لكرة القدم. أما مع النوادي، فقد لعب مع أوستريا فيينا وشتورم غراتس ونادي تريستينا.

## وصلات خارجية
- ماركو ستانكوفيتش على موقع الاتحاد الأوربي (الإنجليزية)
- ماركو ستانكوفيتش على موقع قاعدة بيانات كرة القدم.إي يو (الإنجليزية)
- ماركو ستانكوفيتش على موقع ناشيونال فوتبول تيمز (الإنجليزية)
- ماركو ستانكوفيتش على موقع Soccerway.com (الإنجليزية)
- ماركو ستانكوفيتش على موقع عالم كرة القدم.نت (الإنجليزية)
- ماركو ستانكوفيتش على موقع AS.com (الإسبانية)